# La Trinidad, Cuautitlán
La Trinidad är en ort i Mexiko, tillhörande Cuautitlán kommun i delstaten Mexiko. La Trinidad ligger i den centrala delen av landet och tillhör Mexico Citys storstadsområde. Orten hade 1 051 invånare vid folkmätningen 2010.